# Père riche, père pauvre

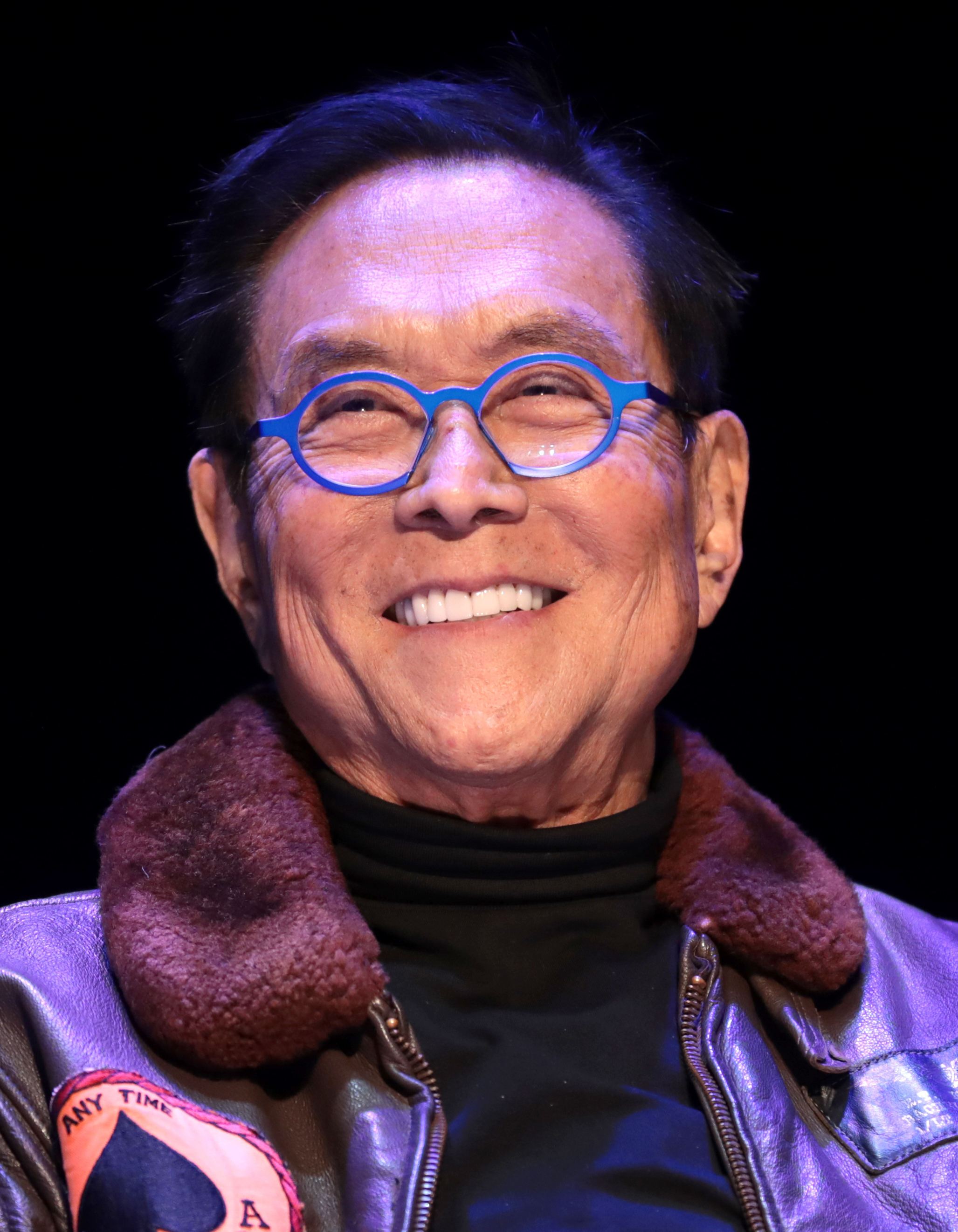
Robert Kiyosaki s'exprimant lors d'un événement à Tempe, en Arizona en 2023.

Père riche, père pauvre est un livre de Robert Kiyosaki et de Sharon Lechter paru en 1997. De style autobiographique, Robert Kiyosaki utilise un ensemble de paraboles et d'exemples tirés de son propre parcours afin de souligner l'importance de développer son intelligence financière. Il y explique comment l'investissement, l'immobilier, la création et l'acquisition d'entreprises peuvent être utilisés pour construire sa richesse et devenir financièrement indépendant.

## Résumé
Basé en grande partie sur l'enfance de Robert Kiyosaki à Hawaï, le livre présente comment l'éducation et les conseils de deux hommes (« papa riche » et « papa pauvre ») ont pu influencer les décisions clés de sa vie. Tous deux ont des attitudes très différentes vis-à-vis de l'argent, du travail ou du système scolaire, que Kiyosaki compare régulièrement.
Parmi les sujets abordés, il est possible de trouver :
- L'histoire personnelle de Robert Kiyosaki : l'éducation qu'il a reçue pendant son enfance et sa carrière dans l'investissement du début de l'âge adulte à la fin des années 1990.
- La différence entre un actif et un passif.
- Ce que les riches enseignent à leurs enfants à propos de l'argent que les pauvres et la classe moyenne ne font pas.
- L'idée que la résidence principale n'est pas un actif, mais un passif.
- La valeur de l'intelligence financière et de l'éducation financière, qui, selon lui, ne figure pas au programme du système scolaire actuel.
- Le rôle important que jouent les compétences commerciales, financières et l'expérience dans le succès financier.
- Prospérer dans une société capitaliste nécessite de cultiver à la fois ses capacités entrepreneuriales et son côté investisseur.
- L'importance de l'investissement et de l'entrepreneuriat.

Robert Kiyosaki reprend le point de vue sur la fortune de son ancien mentor Dr. Buckminster Fuller, futurologue américain, selon qui la richesse peut être mesurée par le nombre de jours que le revenu issu des actifs peut permettre de vivre sans travailler, et l'indépendance financière atteinte lorsque le revenu mensuel issu de l'actif dépasse les dépenses mensuelles.

## Réception

### Éloge et soutiens
Père Riche, père Pauvre s'est vendu à plus de 26 millions d'exemplaires et a reçu un accueil positif de plusieurs critiques.
L'animatrice de talk show et célébrité méditatique Oprah Winfrey a fait la promotion du livre dans son émission. Il a également reçu le soutien de l'acteur Will Smith, qui dit s'être basé sur le livre pour enseigner la responsabilité financière à son fils. Le milliardaire et magnat des affaires Donald Trump a fait l'éloge du livre et l'a comparé à celui issu de ses propres débuts littéraires en 1987 : Trump: L'art de la négociation, qui a été source d'inspiration pour Kiyosaki. Par ailleurs, deux livres sont nés de la collaboration entre les deux hommes : "Pourquoi nous voulons que vous soyez riche" en 2006 et  "Midas Touch: Why Some Entrepreneurs Get Rich-And Why Most Don't"  (Le don de Midas (transformer en or tout ce que l'on touche) : Pourquoi quelques entrepreneurs deviennent riches et non la plupart) en 2011. L'entrepreneur de la mode et investisseur américain Daymond John fait figurer le livre dans ses favoris. Le rappeur américain Big KRIT sortit une chanson appelée "Rich Dad Poor Dad" bien qu'elle n'ait pas de rapport avec le livre.

### Critiques
John T. Reed, un critique de Robert Kiyosaki, dit : « Père riche, père pauvre contient des conseils vraiment erronés, des conseils vraiment mauvais, quelques conseils dangereux et presque pas de bons conseils. » Il affirme également : « Père riche, père Pauvre est l'un des livres de conseils financiers les plus stupides que j'aie jamais lu. Il contient beaucoup d'erreurs factuelles et de nombreux récits extrêmement improbables d'événements qui auraient supposément eu lieu. ». Kiyosaki a réfuté certaines de ces déclarations.
Pour Rob Walker, critique de Slate, le livre est plein de non-sens et les déclarations de Robert Kiyosaki souvent vagues. Il critique également les conclusions de Robert Kiyosaki à propos des Américains et de la culture américaine, ainsi que les méthodes qu'il expose dans le livre.

## Définition d'un actif
Concept qui fut à la fois source de critiques et de louange dans les médias financiers, Kiyosaki affirme que la maison d'un individu n'est pas un actif, bien que les banques permettent de le lister comme tel. Pour lui, la résidence principale est un passif. Sa définition des actifs et des passifs est quelque peu simpliste : "Lors des périodes difficiles les actifs vous nourrissent, alors que les passifs vous étranglent.". Kiyosaki indique que les passifs sont, par définition, "...tout ce qui prend de l'argent de votre poche" alors que les actifs sont "...des biens qui mettent de l'argent dans votre poche." Ainsi, une maison qui coûte de l'argent est un passif, et une propriété locative qui génère un flux de trésorerie excédentaire est considérée comme un actif. Une entreprise profitable est elle aussi un actif, alors qu'une entreprise qui perd de l'argent est considérée comme un passif.

## Best-seller
Le livre a originellement été auto-publié en 1997 avant d'être sélectionné en tant que besteller du New York Times Best Seller list, il s'en est alors vendu plus de 26 millions d'exemplaires et Père riche, père pauvre est devenu un nom populaire. Dans son livre audio Choose to be Rich (« choisir d'être riche »), Robert Kiyosaki dit que le livre a été rejeté par tous les éditeurs et que la chaîne de librairies Barnes & Noble a initialement refusé de le proposer en magasin. C'est en intervenant sur les talk-shows et les émissions de radio, dont entre autres The Oprah Winfrey Show, que les ventes de livres ont décollé[source insuffisante].

## Le conflit Kiyosaki et Lechter
Les dix premiers livres de la série « Rich Dad » ont été écrits par Robert Kiyosaki avec l'aide de Sharon Lechter. Après des désaccords commerciaux avec sa coauteure suivis d'une action en justice, Robert Kiyosaki a ouvert sa propre maison d'édition, Plata Publishing et a republié tous ses livres en retirant toute mention de Sharon Lechter.